# Phricotelus stelliger
Phricotelus stelliger är en spindelart som beskrevs av Simon 1895. Phricotelus stelliger ingår i släktet Phricotelus och familjen Mysmenidae.
Artens utbredningsområde är Sri Lanka. Inga underarter finns listade i Catalogue of Life.